# Proud Boys

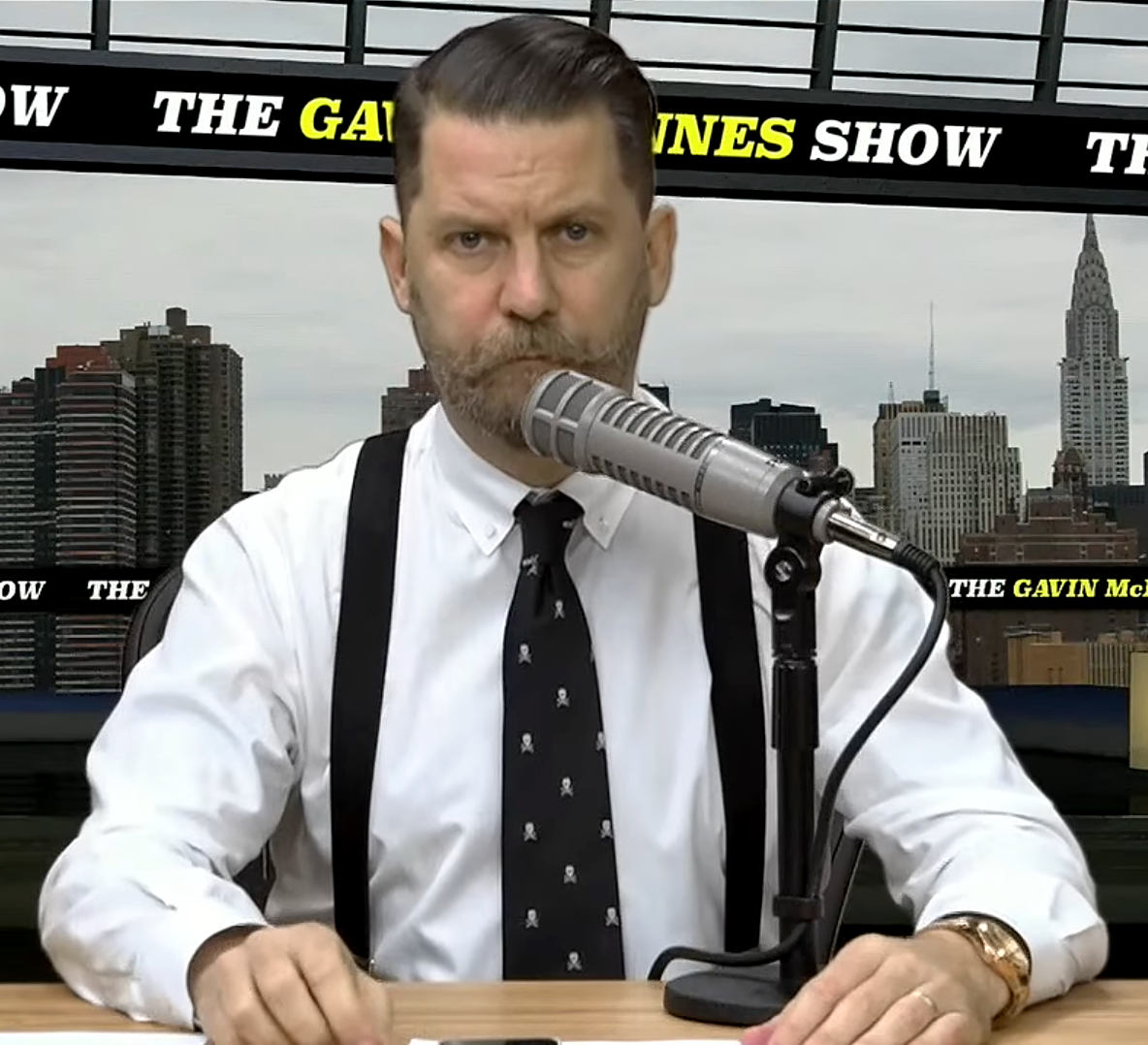
Proud Boys grundare Gavin McInnes.

Proud Boys är en amerikansk högerextrem, nyfascistisk och uteslutande manlig organisation, som främjar och engagerar sig i politiskt våld i USA. Proud Boys grundades 2016 av Gavin McInnes.
Det hela startade som ett skämt och namnet Proud Boys hämtades från sången "Proud Of Your Boy", som McInnes hörde på sin dotters musikuppträdande.
Proud Boys växte snabbt och blev en direkt motpol till den socialistiska, antifascistiska organisationen Antifa. Proud Boys dyker ofta upp vid Antifa-demonstrationer som en motreaktion, och det blir ofta sammandrabbningar.
Kanadas regering terrorstämplade den kanadensiska falangen i februari 2021. De räknas även som en terrorgrupp av Nya Zeelands regering.

## Galleri

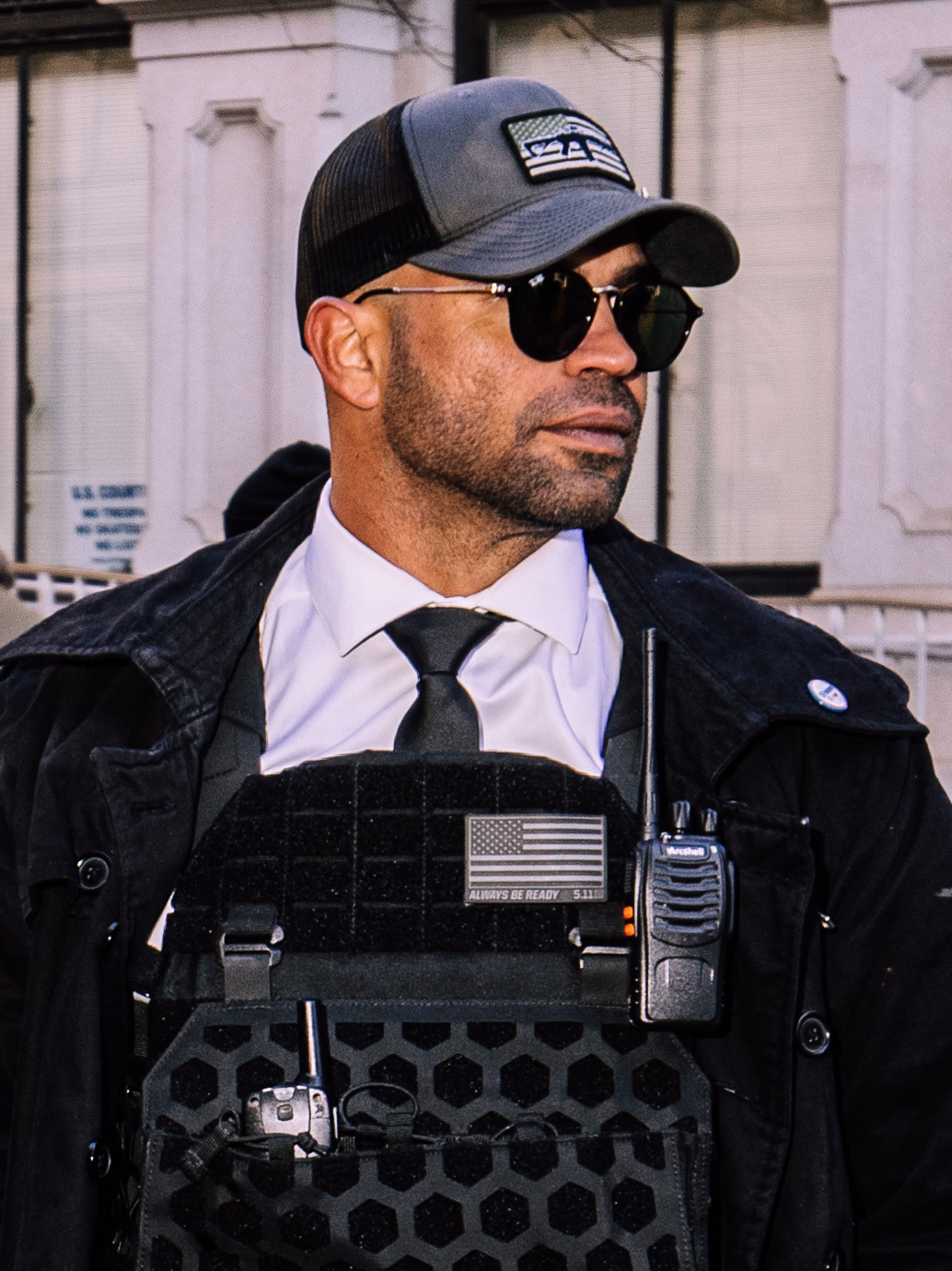
Enrique Tarrio, ordförande 2018-2021.
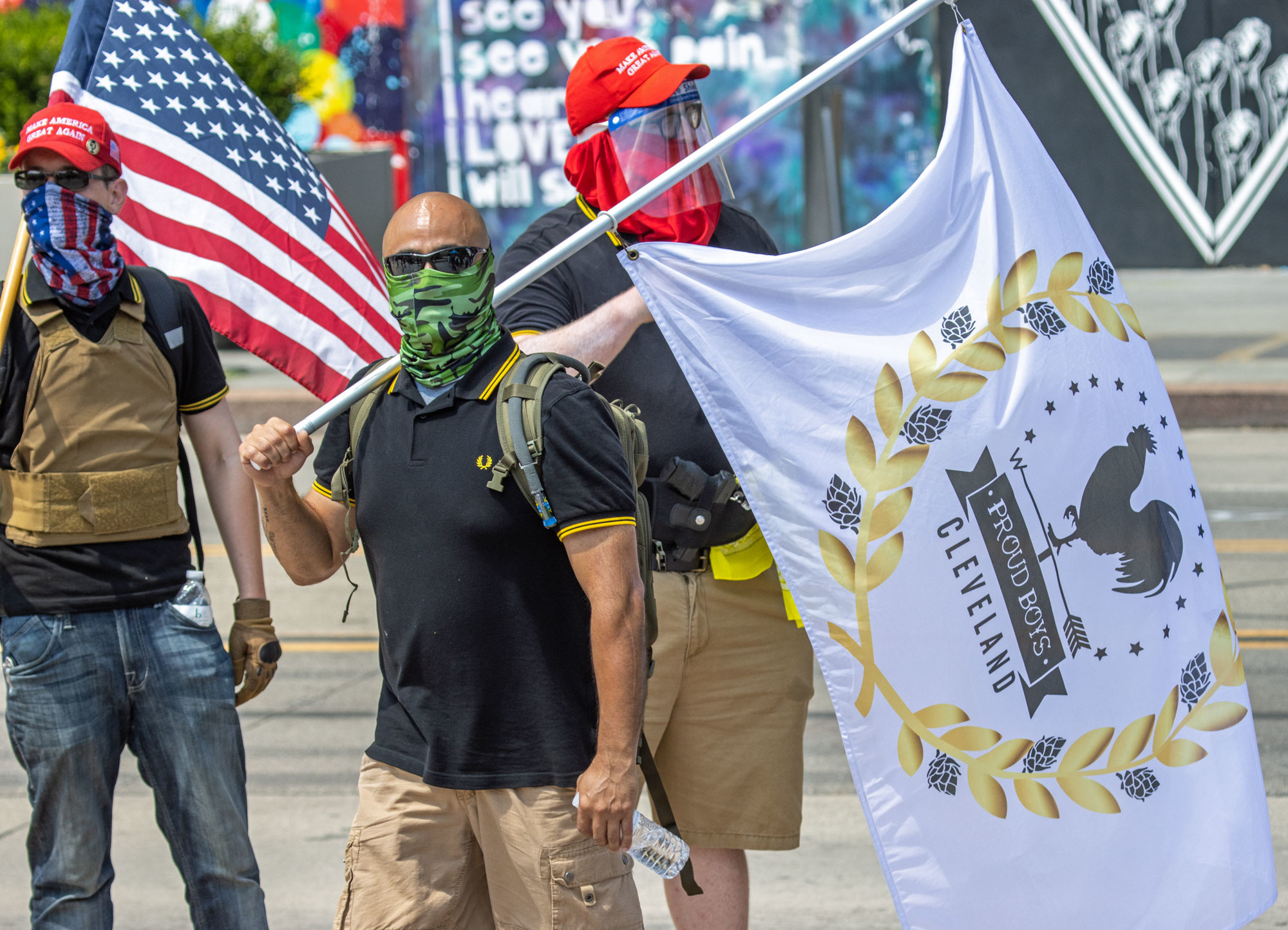
En anhängare till Proud Boys.